# محمد بتشين
محمد بتشين(1926م-2022م) هو سياسي وعسكري جزائري. ولد في مدينة قسنطينة وكان مناضلًا في جبهة التحرير الوطني وصفوف جيش التحرير الوطني. تلقى علومه العسكرية في الاتحاد السوفياتي السابق، وكان عضوا في اللجنة المركزية لحزب جبهة التحرير الوطني، واستقال بعدها من حزب جبهة التحرير الوطني كما فعل معظم العسكريين، وتولّى بين عامي 1982 – 1984 قيادة القطاع العسكري في منطقة تندوف في الجنوب الجزائري على مقربة من الحدود مع المغرب، ورقيّ بتشين إلى رتبة عقيد عام 1984 ليصبح قائدا للناحية العسكرية الرابعة التي مقرّها مدينة ورقلة الصحراوية، واعتبارا من 1987 تولًى قيادة الناحية العسكرية الثالثة التي مقرها ولاية بشّار، ودعيّ بعدها لرئاسة الأمن العسكري حيث أصبح يشرف على معظم الأجهزة الأمنية ورقيّ إلى رتبة جنرال، وقد قدِم استقالته في أيلول –سبتمبر- 1990. وانصرف بعدها إلى مشاريعه التجارية إلى أن طلبه اليمين زروال ليكون مستشارا له وأحد أقرب المقربين إليه.

## صراعات السلطة
تتهم مراكز القوة في الجزائر محمد بتشين بأنه كان يتطلع للرئاسة وأنّ زروال كان يمهد له الطريق ليكون خلفا له، وكان على رأس المعارضين للجنرال محمد بتشين الجنرال محمد العماري وحلفاؤه في المؤسسة العسكرية. ولأنّ الصقور كانوا يلجأون إلى الصحافة الفرانكفونية لتصفية حساباتهم فقد شنّت هذه الأخيرة حملة على اللواء محمد بتشين وفتحت العديد من ملفاته المالية وحتى الأمنية، وجاء هذا الصراع الخفي بين مراكز القوة قبل فترة وجيزة من انتهاء ولاية الرئيس اليامين زروال، حيث كان الرئيس الجزائري قد فاجأ الجميع في 11 أيول –سبتمبر –1998 بأنّه سيختصر ولايته الرئاسية التي كان يفترض أن تنتهي في سنة 2000، وأعلن أيضا أنّه سيجري انتخابات رئاسية مبكرة.
ووسط الاستعداد للاستحقاق المقبل فتح ملف محمد بتشين الذي نجح في بسط نفوذه على التجمع الوطني الديمقراطي ونجح في فتح قناة تفاوض مع الجبهة الإسلامية للإنقاذ، وكانت الصحف الفرانكفونية تسميه الإسلامي المتحفظ، وحتى لا يستغلّ قدراته الأمنية وعلاقته القوية بزروال ليكون الرئيس المقبل، بادر الآخرون في المعسكر الفرانكفوني إلى تحريك لعبتهم والتي سرعان ما نجحت وقدمّ محمد بتشين استقالته، حيث بقيّ اليامين زروال وحيدا رغم أنّه عمل المستحيل حتى يبقيه جانبه ولما لم يتمكّن من مواجهة المعسكر الأخر قبل استقالة مستشاره على مضض ونسب إلى زروال قوله لمحمد بتشين : يا محمد جئنا سويّة ونذهب سويّة.
و كانت العاصفة الكبرى التي أطاحت بمحمد بتشين وأجبرت زروال على قبول استقالته هي شهادات قدمها ضابط المخابرات السابق هشام عبود الذي كان مدير مكتب محمد بتشين عندما كان هذا الأخير مديرا للمخابرات الجزائرية، ويقيم عبّود حاليّا في العاصمة الفرنسية باريس وقد نشرت شهادته جريدة الوطن الفرانكفونية وجريدة الخبر الناطقة باللغة العربية وجاء في الشهادة أنّ بتشين قام شخصيّا بتعذيب سياسيين جزائريين في ثكنة سيدي فرج بالاشتراك مع المدعو قدور لحول صهر الرئيس الشاذلي بن جديد ووالي ولاية مدينة تيبازة وذلك عقب أحداث 5 أكتوبر 1988، وجاء في الشهادة أنّ بتشين جمع ثروات هائلة وحصل على فيلات فخمة مملوكة للدولة الجزائرية، والأخطر من ذلك فانّ هذا الضابط اعترف أنّ رجالات من السلطة قاموا بتصفية خصومهم واتهام إسلاميين مسلحين بقتلهم.

## العودة للأضواء
في يناير/ كانون الثاني 2016 نشر محمد بتشين مقالات يتهم فيها خالد نزار وزير الدفاع السابق بالتورط في إفشال محاولات الحوار مع الإسلاميين عام 1994 مما أدى الى إطالة أمد الحرب الأهلية وسقوط مزيد من الضحايا، أدى نشر تلك المقالات إلى سجال سياسي حاد، جرى على صفحات الجرائد والبيانات عام 2016، مع خالد نزار الذي يعتبر المهندس الرئيس في وقف المسار الانتخابي في 11 يناير/كانون الثاني عام 1992 في الجزائر، وتعهد محمد بتشين حينها بكشف كل تفاصيل تلك المرحلة الحساسة والدامية في تاريخ الجزائر في كتاب قيد التأليف بحسبه، غير أن هذه المذكرات لم تنشر منذ ذلك الوقت، ولا يُعرف مصيرها، وما إذا كانت ستنشر بعد وفاته.

## وفاته
توفي محمد بتشين يوم الثلاثاء 29 نوفمبر 2022 بالمستشفى العسكري الجهوي الجامعي بقسنطينة، الشهيد عبد العالي بن بعطوش بالناحية العسكرية الخامسة.